# 對斑真蛙䲁
對斑真蛙鳚（学名：Blenniella bilitonensis），又名對斑真動齒鳚、狗鰷，為䲁形目鳚科真動齒鳚屬下的一個種，分布於西太平洋琉球群島南至澳洲北領地海域，深度0至3公尺，本魚體延長，稍側扁，頭鈍短，雄魚頭頂具薄而圓的冠膜，雌魚只有一小肉質狀隆起，眶具卷狀觸鬚，鼻觸鬚短而掌狀，有2-6支，頸背無觸毛，上顎孔5-7個，雄性身體上有橄欖棕色的垂直條紋，間隙較淺，還有深色細水平條紋；尾部附近也有斑點；前鰓蓋斑暗；背鰭斑點褐色，形成帶狀。雌性有垂直的深色H形條紋；背鰭有斑點,尾鰭有4-5個暗條紋，背鰭硬棘12-14、背鰭軟條19-22枚、臀鰭硬棘2枚、臀鰭軟條18-22枚，體長可達16公分，棲息在潮間帶岩石海岸，通常躲在洞穴，受到驚嚇時會以一前一後的方式跳躍方式穿梭在潮池間，以藻類為食，具有領域性，產附著性卵，雄魚會守護魚卵。